# Jesús Eduard Alonso López
Jesús Eduard Alonso (Gandía, 24 de octubre de 1958) es un historiador y archivero valenciano.

## Biografía
Jesús Alonso nació el 24 de octubre de 1958 en Gandia. Estudió en los Institutos Francisco Franco (María Enríquez) de Gandia y Benlliure de Valencia. Es licenciado en historia contemporánea por la Universitat de València (1981) y diplomado superior en archivística y gestión de documentos por la Universitat Autònoma de Barcelona, (2010) Desde 1982 trabajó en el Archivo Histórico de la Ciutat de Gandia, del cual fue director desde 2003 hasta 2021. En el año 2012 fue elegido Presidente de la Asociación de Archiveros y Gestores de Documentos Valencianos cargo que ocupó hasta 2017.
Promovió la creación de la Universidad de Verano de Gandia, de la cual fue coordinador en sus cuatro primeras ediciones (1984-1988), y ha venido combinando su profesión con la investigación histórica en el ámbito de las Comarcas Centrales del País Valenciano, sobre todo referida a los tiempos contemporáneos. Ha sido miembro del Centro de Estudios e Investigaciones Comarcales Alfons el Vell de la Safor y ha codirigido y presentado el programa de la televisión local de Gandia Des del Record.
Destaca su vocación divulgativa, manifiesta, en numerosas colaboraciones periodísticas y a través de las breves historias de pueblos de la comarca de La Safor editadas por la Academia Valenciana de la Lengua en su colección Toponímia dels pobles valencians. Ha cultivado la biografía y el estudio de varios linajes, la archivística o la historia eclesiástica, militar y social de los últimos siglos. Ha colaborado en revistas científicas como Estudis d'Història Contemporànea del País Valencià, L'Avenç, Plecs d'Història Local, Ullal, Al-Gezira, Revista d'Arxius, Ullal, Espai Obert, Revista de la Safor o Recerques del Museu d'Alcoi. En medios de comunicación como Levante-EMV, El País, Ràdio Gandia, Gandia TV, Ciudad de Alcoy, El Independiente, Gente de la Safor, Las Provincias, Noticias al Día, Revista de Gandia y El Temps. Ha tenido diferentes responsabilidades editoriales en Ullal: revista d’Història i Cultura, Saó, En Pie de Paz, Comarques Centrals, Espai Obert, Espai del Llibre y en el Boletín de la Asociación de Archiveros Valencianos.
Actualmente col·labora con el Centro De Estudios por la Paz J.M.Delàs y dirige la revista La Falzia: la veu dels pobles silenciosos.

## Obra publicada
- Arxiu de Protocols Notarials de Gandia (la Safor): inventari 1707-1939 (1983) con Àlvar Garcia ISBN 84-500-9092-X
- Sant Jeroni de Cotalba: desintegració feudal i vida monàstica. Segles XVIII i XIX (1988) ISBN 84-86927-00-5
- Arxiu Municipal de Gandia: inventari del fons històric (1244-1924) (1991) con Vicent Olaso y Àlvar Garcia ISBN 84-7890-640-1
- Història de la Safor (1998) ISBN 84-924645-7-3
- De la Safor a la Cuba Colonial. Vicent Alcalá de Olmo un militar emprenedor (1999) ISBN 84-86927-35-8
- Repensar les Comarques Centrals Valencianes Dentro del Colectivo Espai Obert (2002) ISBN 84-607-6144-4
- Saenz de Juano (2002) ISBN 84-95213-30-3
- El Servei comarcal d'arxius de la Safor (2003) con Gonçal Benavent, Mercè Fornés y Àlvar Garcia ISBN 84-607-7956-4.
- El Marquesat de Jura real con Francesc Mezquida y Maite Framis (2005) ISBN 84-95213-58-3
- La memòria de Josep Pastor: viure a l'Oliva del s. XIX con Manuel Martí (2006) ISBN 84-95213-71-0
- Miramar història pròxima (2007) ISBN 978-84-606-4327-2
- L'Arxiu municipal de Gandia: història i guia (2007) Coordinación con Àlvar Garcia y Vicent Olaso ISBN 978-84-921732-9-2
- Historia de Gandia (2010) ISBN 978-84-95213-76-1
- La transició democràtica: mirades i testimonis (2013) Con Vicent Cremades ISBN 978-84-938029-8-1